# Bytków (Opole)
Pour l’article homonyme, voir Bytków (Basse-Silésie).
Bytków est une localité polonaise de la gmina de Reńska Wieś, située dans le powiat de Kędzierzyn-Koźle en voïvodie d'Opole.